# بتسی بیرد
بتسی بیرد (انگلیسی: Betsy Beard؛ زادهٔ ۱۶ سپتامبر ۱۹۶۱) قایقران روئینگ اهل ایالات متحده آمریکا بود.
وی در مسابقات کشوری و بین‌المللی در مجموع برندهٔ ۱ مدال طلا، ۱ مدال نقره شده‌است.